# جلال ملکشاه
جلال ملکشاه (به کردی: جه‌لال مه‌له‌کشا)؛ (زاده ۱۳۳۰ در ملکشان علیا – درگذشته ۱۰ مهر ۱۳۹۹ در سنندج) شاعر، نویسنده، روزنامه‌نگار، و کنشگر سیاسی چپ‌گرای کرد اهل ایران بود. ملکشاه به دو زبان فارسی و کردی شعر می‌سرود و نوشته‌های او به زبان‌های گوناگون، برگردان شده‌اند.

## زندگی
جلال ملکشاه در سال ۱۳۳۰ در روستای ملکشان علیا از توابع بخش مرکزی شهرستان سنندج در استان کردستان زاده شد. او تحصیلات ابتدایی را در روستای زادگاهش به پایان رساند و سپس به همراه خانواده به سنندج رفت و در دوران تحصیلات خود در مقطع راهنمایی و متوسطه در این شهر زندگی کرد. جلال ملکشاه از همان دوران دریافت دیپلم ادبی در سنندج به سرایش شعر و نگارش داستان پرداخت. نخست به سرودن شعر و نثر به زبان فارسی پرداخت و بعداً به فعالیت در زمینهٔ ادبیات کردی وارد شد و آثاری را به زبان کردی و گویش سورانی سرایش کرد.
جلال ملکشاه به فعالیت‌های مطبوعاتی نیز می‌پرداخت و به دلیل فعالیت‌هایش پیش از چاپ کتاب به عضویتِ کانون نویسندگان ایران درآمد. ملکشاه در همان سال‌ها به فعالیت سیاسی پرداخت. او در سال‌های پیش از انقلاب ۱۳۵۷ به عنوان عضو سازمان چریک‌های فدایی خلق ایران در کردستان ایران به فعالیت می‌پرداخت و به دلیل فعالیت‌های سیاسی، مدتی را در زندان دودمان پهلوی گذراند. جلال ملکشاه پس از انقلاب نیز به فعالیت فرهنگی و سیاسی خود ادامه داد. او اندکی پس از انقلاب به دلیل انتشار آثارش دستگیر و به زندان محکوم شد. ملکشاه همچنین فعالیت سیاسی خود را با عضویت در کومله سازمان کردستان حزب کمونیست ایران ادامه داد.
بیشتر آثار جلال ملکشاه پس از انقلاب به زبان کردی هستند. او که از اواخر دههٔ ۱۳۶۰ (خورشیدی) دست از فعالیت سیاسی کشید به عنوان عضو شورای سردبیری مجله سروه که به زبان کردی و در ارومیه به چاپ می‌رسید به فعالیت پرداخت.
جلال ملکشا پس از انقلاب ۱۳۵۷ برای چهارده سال در انتشارات صلاح‌الدین ایوبی به عنوان روزنامه‌نگار و نویسنده کار می‌کرد. او همچنین مسئول بخش ادبی نشریه سروه نیز بود. همچنین جلال ملکشا در اربیل برای مدتی سردبیر نشریه ادبی پرشنگ بود.او سالها در موسسه اندیشه احمد خانی به پرورش شاعران کورد پرداخت.ماردین امینی شاعر نوپرداز کورد در همین سال ها از شاگردان او بود
شعرهای جلال ملکشا بیانگر واقعیت سیاسی و اجتماعی مردم کرد بودند. او هرگز در برابر ظلم حاکمان و مشکلات اقتصادی، سر خم نکرد. به گفته خودش «زندانی نمانده که روی دیوار آن یادگاری ننوشته باشم».

## فشارها و زندان
جلال ملکشاه در دوران محمد رضا شاه پهلوی و جمهوری اسلامی ایران بارها زندانی شد. ملکشاه پس از انقلاب بیشتر به کردی شعر سرود، اشعاری که بارها او را به بازداشتگاه‌های اداره اطلاعات ایران کشاند که منجر به زندان شد. پس از حملات داعش به شهر کوبانی در سال ۲۰۱۴ او شعری را برای مقاومت کوبانی سرود که به سبب آن به اداره اطلاعات سنندج احضار شد و علاوه بر تهدید از او خواستند که نباید هیچ سروده‌ای را در مورد کوبانی و داعش منتشر کند. در سال ۱۳۹۴ مأموران امنیتی و انتظامی با حکم سید علی خامنه‌ای، مانع برگزاری مراسمی بزرگداشت از جلال ملکشاه در سنندج شدند.

## درگذشت
جلال ملکشاه در روز ۱۱ آبان ۱۳۹۹ در سن ۶۹ سالگی در شهر سنندج بر اثر نارسایی قلبی درگذشت.

## آثار
جلال ملکشاه در گفتگویی اعلام کرده‌بود که بیش از ده مجموعه شعر و داستان خلق کرده که به دلیل مسائل مالی و ممانعت از نشر نتوانسته آن‌ها را به انتشار برساند. آثار منتشرشدهٔ او در قالب کتاب عبارتند از:
- زڕهٔ زنجیری وشه دیله‌کان (صدای زنجیر واژه‌های اسیر)، مجموعه شعر کُردی، انتشارات په رتو به یان: پرتو بیان (هه ژار)
- کاره‌سات (فاجعه)، مجموعه داستان کوتاه به کُردی
- آوازهای فصل اضطراب (اشعار فارسی)

### برگردان آثار
اشعار جلال ملکشاه تاکنون به زبان‌های گوناگون مانند فارسی، عربی، انگلیسی، عربی لیبیایی، فرانسوی، روسی، سوئدی و … برگردان شده‌اند.

## دیدگاه دیگران
شیرکو بیکس دربارهٔ شعر ملکشاه گفته‌است:
«شعر ملکشاه سبب توسعه و پیشرفت زبان و ادبیات کردی شده و زبان او، زبان رسا و دقیق در صفحه ادبیات ما است. شعر او از دل برمی‌خیزد و بر دل می‌نشیند.»
جلال ملکشاه در دوران عضویت در کانون نویسندگان با احمد شاملو دررفت‌وآمد بود. گفته می‌شود که شاملو دربارهٔ وی گفته‌است که اگر کسی در آینده در شعر فارسی حرفی برای گفتن داشته باشد جلال ملکشاه است.